# Yoeri Havik
Yoeri Havik (Zaandam, 19 februari 1991) is een Nederlands wielrenner die zowel actief is op de weg als op de baan. Anno 2023 komt hij uit voor BEAT Cycling. In 2021 werd Havik samen met Jan-Willem van Schip Europees Kampioen op de Madison en een jaar later werd hij Wereldkampioen op de puntenkoers. In 2023 werden Van Schip en hij Wereldkampioen op de koppelkoers.

## Carrière
Hij is een kleinzoon van drievoudig wereldkampioen stayeren Cees Stam en een neef van baanwielrenner Danny Stam. In de periode 2006-2008 boekte Havik vooral successen op de piste, dit met verschillende Nederlandse titels. 
Eind 2009 werd Havik aan de zijde van Barry Markus 3de op het NK ploegkoers bij de elite. Een jaar later deden ze nog 1 plek beter, ondertussen had hij ook al een contract gekregen bij Van Vliet-EBH Elshof. In 2011 won hij samen met Nick Stöpler de Zesdaagse van Brabant, nadat ze eerder op het Europees kampioenschap voor beloften te Anadia 3de werden tijdens de ploegkoers. Hierna werden Havik en Markus vaste partners in de koppelkoers en Zesdaagsen.
In de jaren hierna stonden ze samen geregeld op het podium van zesdaagsen. Vooral in de Zesdaagse van Amsterdam en de Zesdaagse van Rotterdam gooiden ze hoge ogen. Maar ook individueel behaalde hij successen zo werd hij eind 2013 Nederlands kampioen achter de Derny. In oktober 2014 behaalde hij aan de zijde van Niki Terpstra de zege in de Zesdaagse van Amsterdam. Ze wonnen met 1 ronde voor het koppel Pim Ligthart Jasper De Buyst. 
In 2017 behaalde Havik samen met Wim Stroetinga de zege in de zesdaagse van Berlijn. Verder behaalden zij podiumplaatsen in de zesdaagse van Bremen en Kopenhagen. In 2018 werd de zesdaagse van Berlijn voor de tweede maal gewonnen.
Ook in 2017 kwamen Havik en Stroetinga uit voor het Nederlandse team op de wereldkampioenschappen in Hongkong. Hier behaalden zij een 8e plaats. 
Na de successen met Wim Stroetinga betaalde Havik meerdere podiumplaatsen op verschillende wereldbekers en won de zesdaagse van Rotterdam. 
In 2019 werd Havik samen met zijn, inmiddels vaste, koppelmaat Jan-Willem van Schip 2e op het EK en met een band lengte achterstand 4e op het WK. 
In 2021 deed Havik mee aan de Olympische spelen in Tokio. Zowel op de weg als op de baan kwam hij in actie. Vooral bij de madison met Jan-Willem van Schip was een kans op een medaille aanwezig, maar het duo werd uiteindelijk vijfde. Op de Europese kampioenschappen behaalde het duo een gouden plak en kronen zich toe Europees Kampioen op de Madison. 
Op de Wereldkampioenschappen baanwielrennen 2022 in het Vélodrome de Saint-Quentin-en-Yvelines won Havik verrassend de wereldtitel op de puntenkoers. Hij bleef de Duitser Roger Kluge en de Belg Fabio Van Den Bossche voor. Het was zijn allereerste medaille op een WK.
Havik en Van Schip wonnen op de Wereldkampioenschappen baanwielrennen 2023 verrassend goud op de koppelkoers. De strijd om de medailles werd pas beslist in de eindsprint.
Havik doet ook mee aan wegraces. In 2012 won hij in Elbeuf de 4de rit van de Ronde van Normandië. Het volgende seizoen won hij naast de ZLM Tour ook de Himmerland Rundt. In 2014 won hij de Antwerpse Havenpijl.

## Palmares

### Wegwielrennen
2012
- 4e etappe Ronde van Normandië

2013
- ZLM Tour
- Himmerland Rundt

2014
- Antwerpse Havenpijl

### Baanwielrennen

#### Voornaamste resultaten
| Jaar         | NK                                         | EK                 | WK           | Overig                                                 |
| Nieuwelingen | Nieuwelingen                               | Nieuwelingen       | Nieuwelingen | Nieuwelingen                                           |
| ------------ | ------------------------------------------ | ------------------ | ------------ | ------------------------------------------------------ |
| 2006         | omnium                                     |                    |              |                                                        |
| Junioren     |                                            |                    |              |                                                        |
| 2007         | achtervolging · ploegkoers puntenkoers     |                    |              |                                                        |
| 2008         | ploegkoers puntenkoers · achtervolging     |                    |              |                                                        |
| Beloften     |                                            |                    |              |                                                        |
| 2011         |                                            | ploegkoers         |              |                                                        |
| Elites       |                                            |                    |              |                                                        |
| 2009         | ploegkoers                                 |                    |              |                                                        |
| 2010         | ploegkoers                                 |                    |              |                                                        |
| 2011         | ploegkoers                                 |                    |              |                                                        |
| 2012         |                                            |                    |              |                                                        |
| 2013         | derny scratch                              |                    |              |                                                        |
| 2014         | derny ploegkoers 50km                      |                    |              |                                                        |
| 2015         | ploegkoers                                 |                    |              |                                                        |
| 2016         | 50km                                       |                    |              |                                                        |
| 2017         | ploegkoers puntenkoers                     |                    |              | Wieler 3 daagse Alkmaar                                |
| 2018         | ploegkoers puntenkoers                     |                    |              | Wieler 3 daagse Alkmaar                                |
| 2019         | ploegkoers omnium                          | derny · ploegkoers |              | Europese Spelen: ploegkoers · Öschelbronn: koppelkoers |
| 2020         |                                            |                    |              | WB Milton: koppelkoers Piceno: puntenkoers             |
| 2021         | scratch afvalkoers puntenkoers koppelkoers | koppelkoers        |              | Belgian Track Meeting: koppelkoers                     |
| 2022         |                                            |                    | puntenkoers  |                                                        |
| 2023         | koppelkoers                                |                    | koppelkoers  |                                                        |

#### Zesdaagsen
| Nr. | Jaar | Zesdaagse van | Samen met            |
| --- | ---- | ------------- | -------------------- |
| 1   | 2011 | Tilburg       | Nick Stöpler         |
| 2   | 2014 | Amsterdam     | Niki Terpstra        |
| 3   | 2017 | Berlijn       | Wim Stroetinga       |
| 4   | 2018 | Berlijn (2)   | Wim Stroetinga       |
| 5   | 2018 | Londen        | Wim Stroetinga       |
| 6   | 2019 | Hong Kong     | Kenny De Ketele      |
| 7   | 2019 | Manchester    | Wim Stroetinga       |
| 8   | 2020 | Rotterdam     | Wim Stroetinga       |
| 9   | 2022 | Pordenone     | Jan-Willem van Schip |
| 10  | 2022 | Rotterdam (2) | Niki Terpstra        |
| 11  | 2023 | Rotterdam (3) | Jan-Willem van Schip |

#### Overige meerdaagsen
| Nr. | Jaar | Meerdaagse van | Samen met            | Dagen      |
| --- | ---- | -------------- | -------------------- | ---------- |
| 1   | 2019 | Kopenhagen     | Jan-Willem van Schip | Driedaagse |

van den Berg · Biermans · Bokeloh · Bouwman · Bovenhuis · van Dongen · Gunst · Havik · Jakobsen · Jiang · Klaris · Lammertink · Leemans · Loh · McCarthy · Peters
Beukeboom · J. Bovenhuis · R. Bovenhuis · van der Burg · van den Dool · Duvigneau · Havik · Kooijman · Ottevanger · Stroetinga · Wennekes · van Zijl